# Hugo de Vries

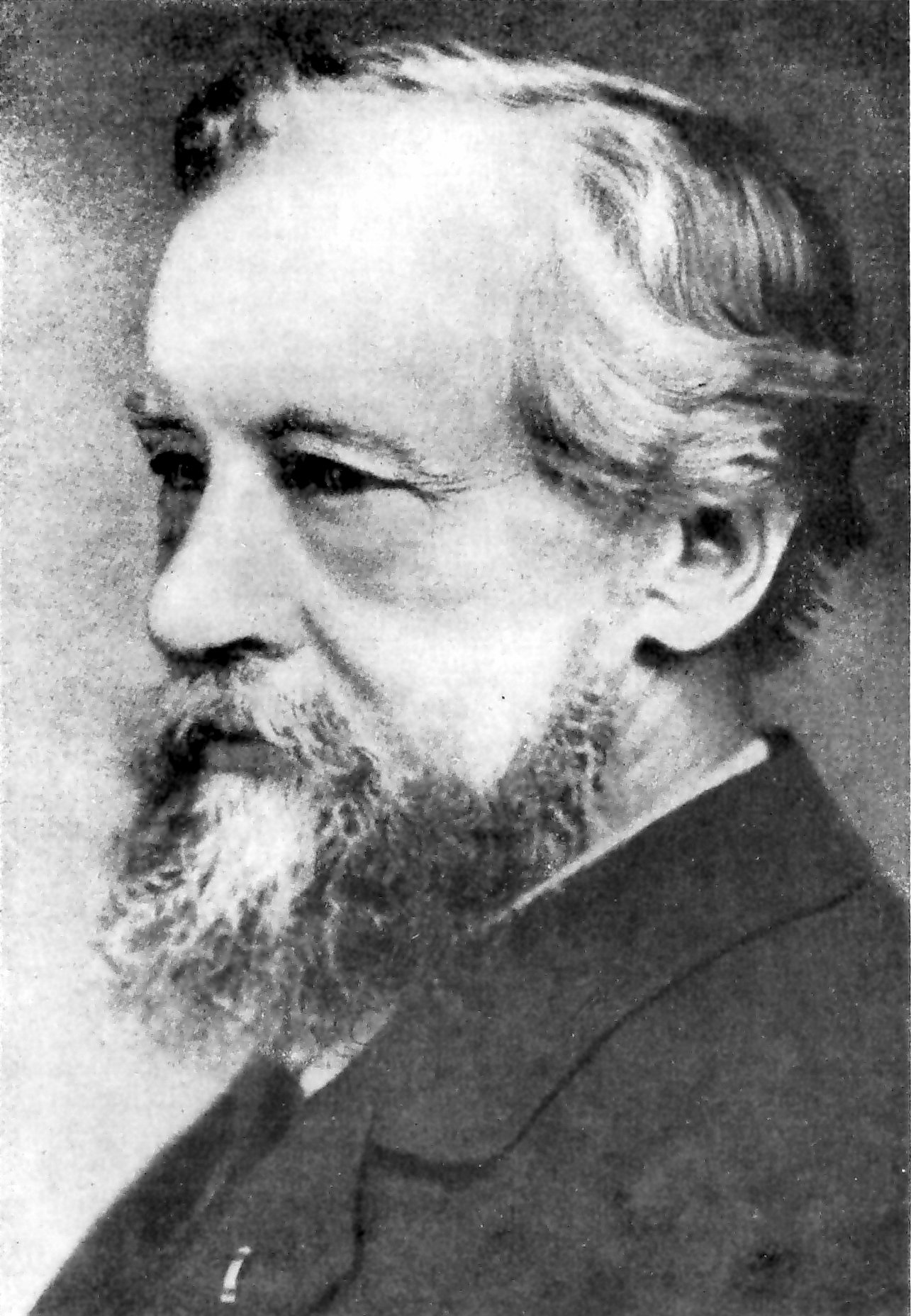
Hugo de Vries.

Hugo Marie de Vries, född 16 februari 1848 i Haarlem, död 21 maj 1935 i Lunteren, var en nederländsk botaniker och genetiker.

## Biografi
de Vries blev filosofie doktor i Leiden 1870, var läroverkslärare i Amsterdam 1871-75, flyttade till Würzburg 1876, blev 1877 privatdocent i botanik i Halle an der Saale, extra ordinarie professor vid Universiteit van Amsterdam 1878 och ordinarie professor i växtanatomi och växtfysiologi samt föreståndare för botaniska trädgården där 1881, befattningar vilka han lämnade 1918.
de Vries vetenskapliga författarskap rörde sig till en början inom fysiologin och morfologin. Senare ägnade han sig främst åt undersökningar över allmänna biologiska företeelser, såsom variation, hybridisering och andra orsaker till formbildning i växtriket, i vissa fall med ett spekulativt betraktelsesätt, som fick till följd, att hans uttalanden ej vann odelad anslutning. 
de Vries var en av de forskare som kring sekelskiftet 1900 återupptäckte Gregor Mendels ärftlighetslagar. Hans grundtanke, mutationsteorin som förklaring till ärftlig variation och artbildning, framlade han på grundval av omfattande odlingar av jättenattljus (Oenothera erythrosepala). 
de Vries fann mycket stöd för sin teori i resultat från det praktiska förädlingsarbetet vid Sveriges utsädesförening i Svalöv. I skriften Plant-Breeding, Comments on the Experiments of Nilsson and Burbank (1907) behandlar han det förädlingsarbete som bedrevs av Hjalmar Nilsson (i Sverige) och Luther Burbank (i USA). Han utförde även undersökningar över osmotiskt tryck i levande celler. 
de Vries blev ledamot av Fysiografiska sällskapet i Lund 1897, Vetenskapssocieteten i Uppsala och Lantbruksakademien 1898, socio straniero av Accademia dei Lincei i Rom 1902, foreign member av Royal Society 1905 samt utländsk ledamot av Kungliga Vetenskapsakademien 1910. Han tilldelades Darwinmedaljen 1906 och Linnean Medal 1929.
Auktorsnamnet de Vries kan användas för Hugo de Vries i samband med ett vetenskapligt namn inom botaniken; se Wikipediaartiklar som länkar till auktorsnamnet.